# Holden HT
Holden HT — серия автомобилей, выпускавшихся с 1969 по 1970 год австралийской компанией Holden. 

## Описание
Модели Holden HT Belmont, Kingswood и Premier были представлены в мае 1969 года в роли преемников Holden HK, выпускавшихся с 1968 года. HT Brougham и Monaro были представлены в июне 1969 года. Заметные изменения по сравнению с серией HK включали обновлённую радиаторную решётку, обновлённые задние фонари, расширенные задние бока и расширенное заднее стекло. Другие изменения включали расширенную колею, пересмотренную подвеску, обновлённую приборную панель и синхронизатор передних передач у МКПП.

## Модельный ряд
В модельный ряд Holden HT входят четырёхдверный седан и пятидверный универсал. Комплектации:
- Belmont Sedan;
- Belmont Wagon;
- Kingswood Sedan;
- Kingswood Wagon;
- Premier Sedan;
- Premier Wagon[4].

Brougham выпускался только в кузове седан. Monaro, в свою очередь, выпускался в кузове купе. Комплектации:
- Monaro Coupe;
- Monaro GTS Coupe[5];
- Monaro GTS 350 Coupe.

Также выпускались производные коммерческие модели:
- Belmont Utility;
- Belmont Panel Van;
- Kingswood Utility.

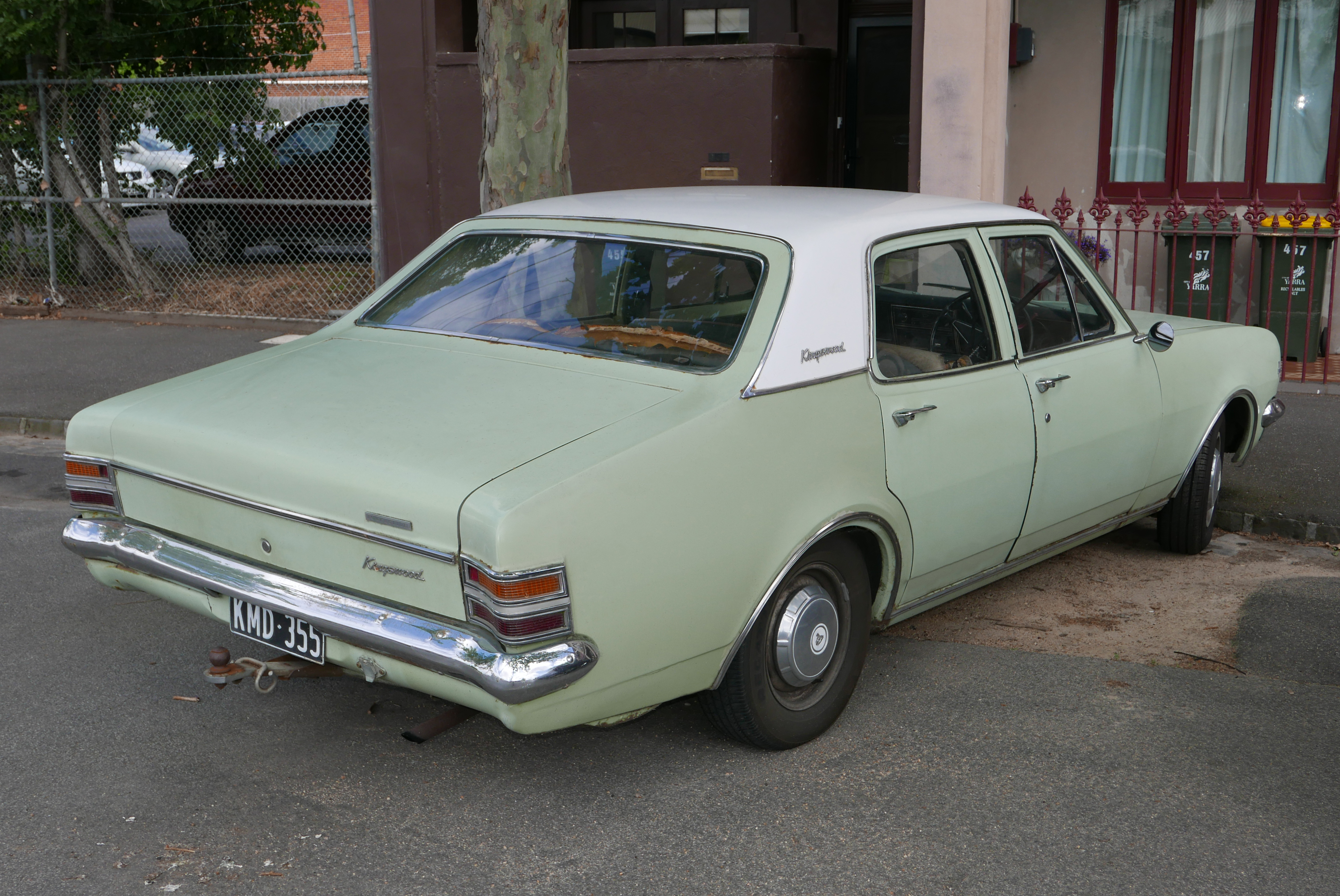
Holden Kingswood (седан)
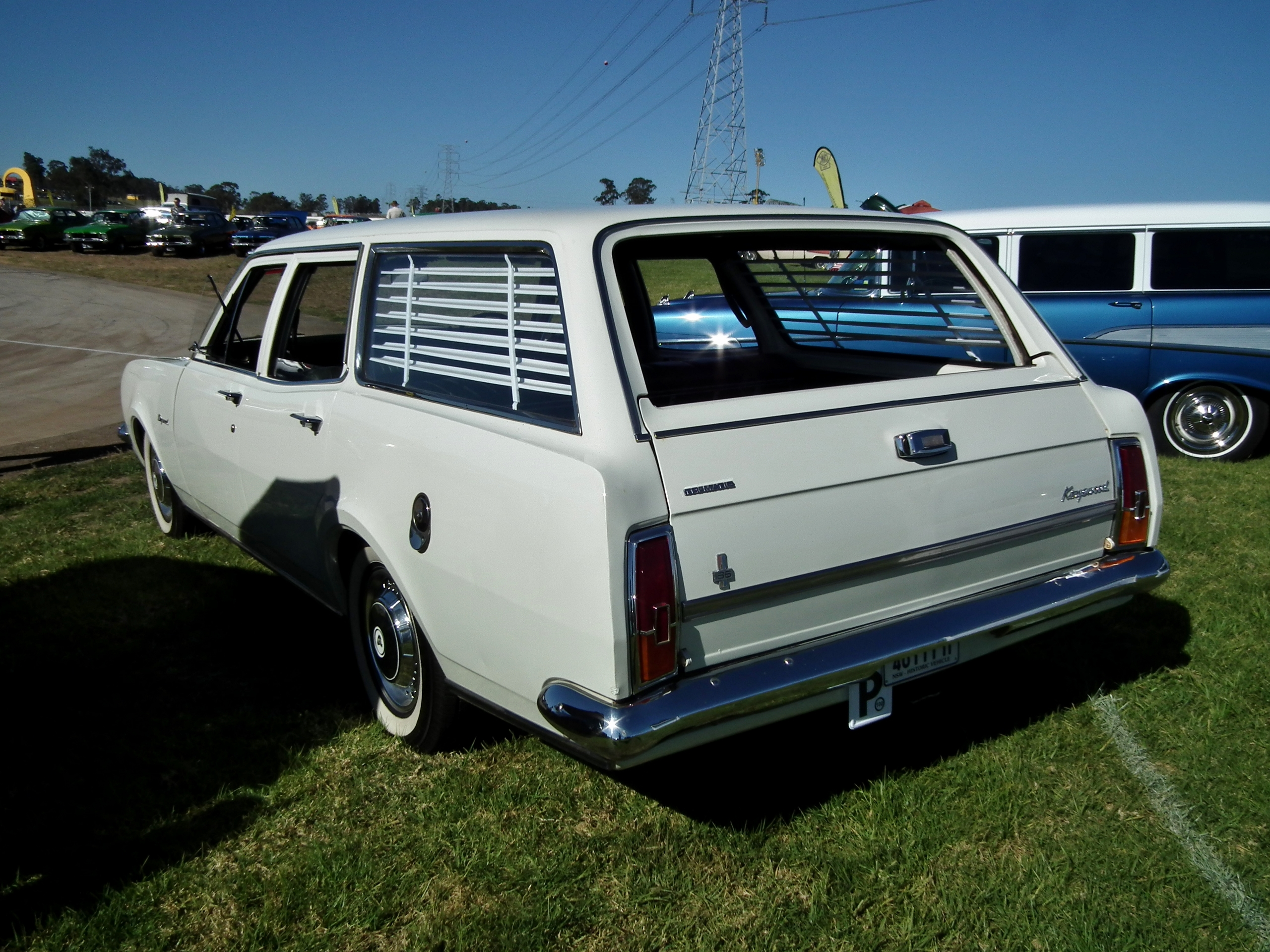
Holden Kingswood (универсал)
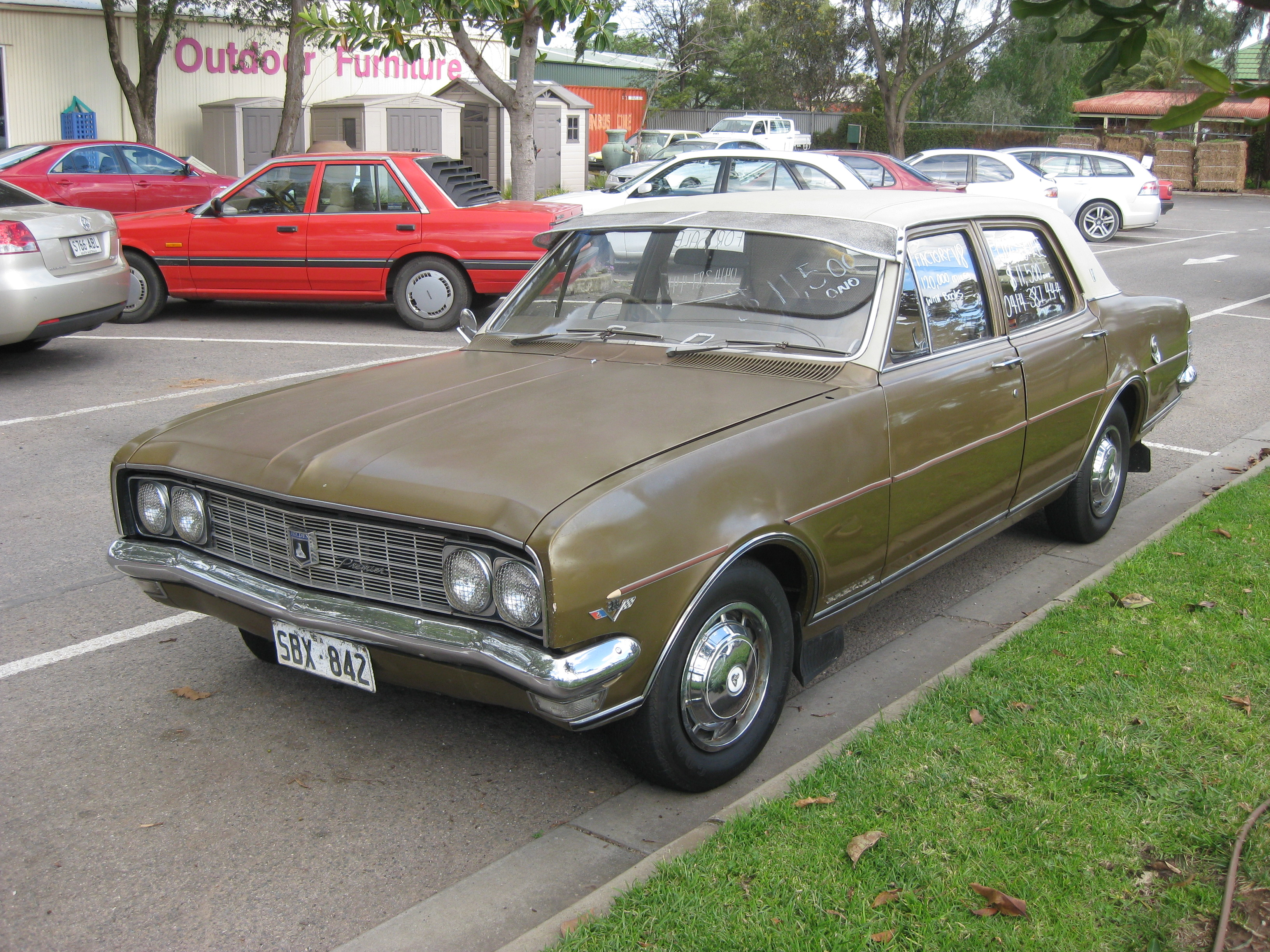
Holden Premier (седан)
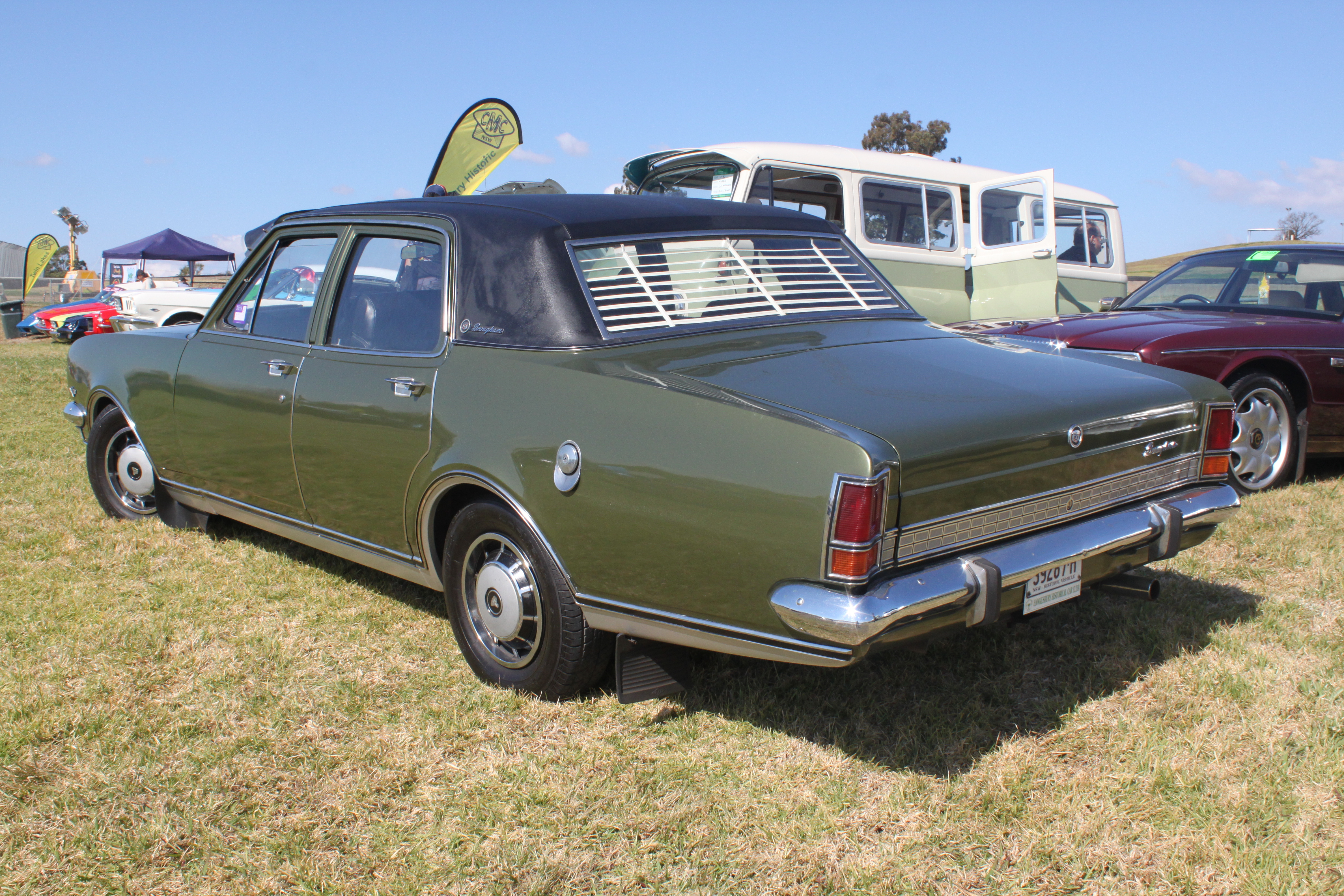
Holden Brougham (седан)
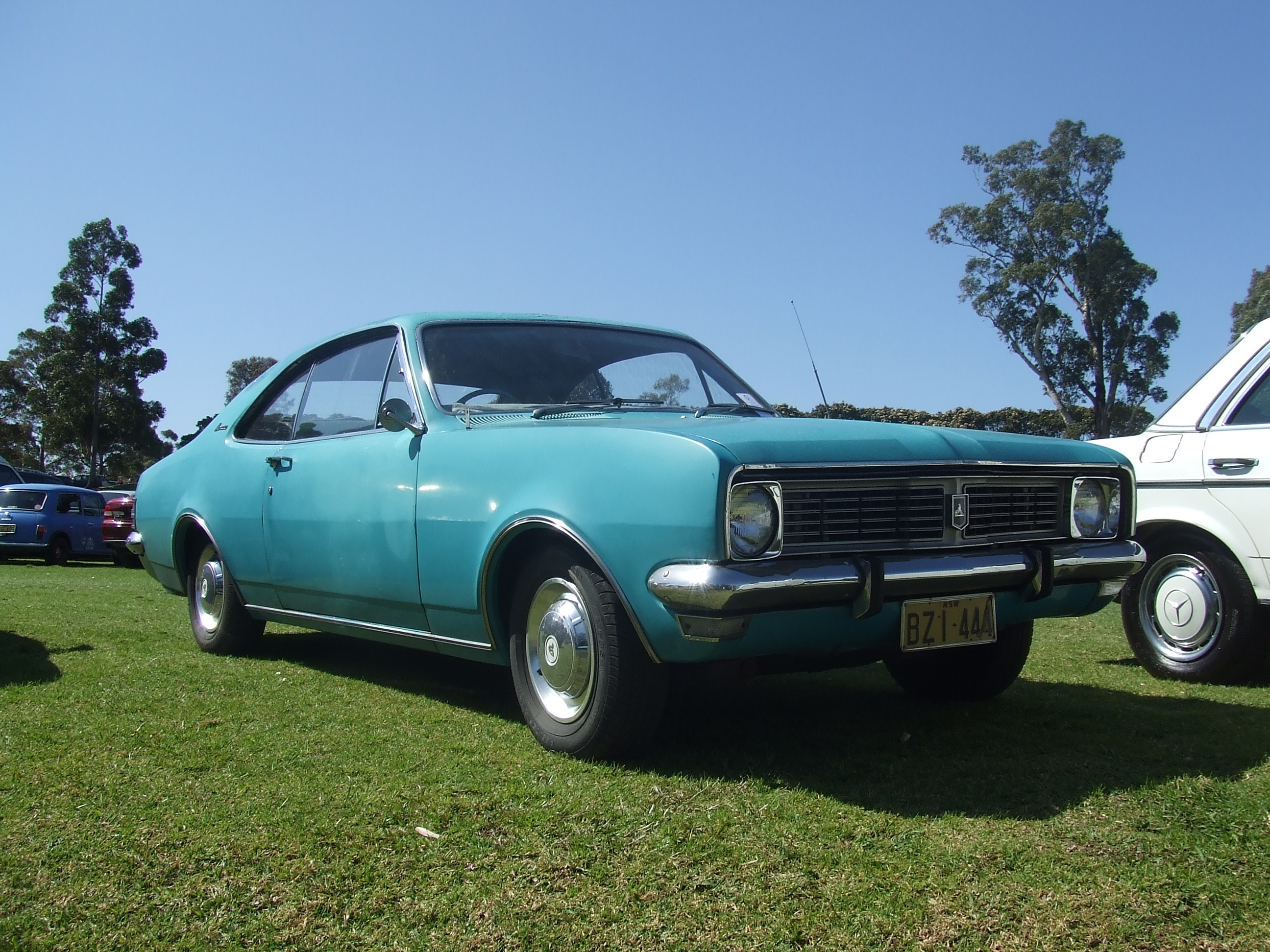
Holden Monaro
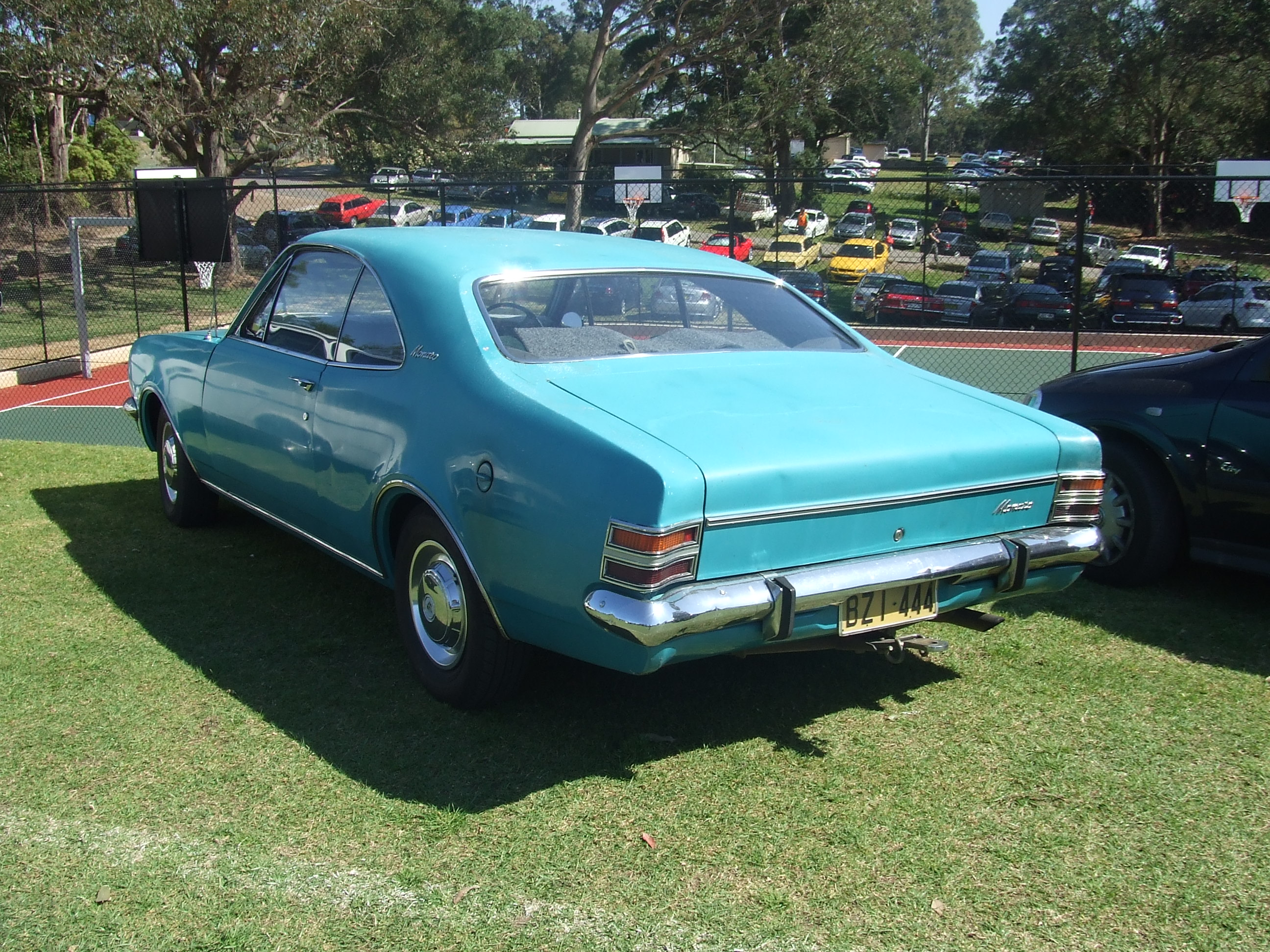
Holden Monaro
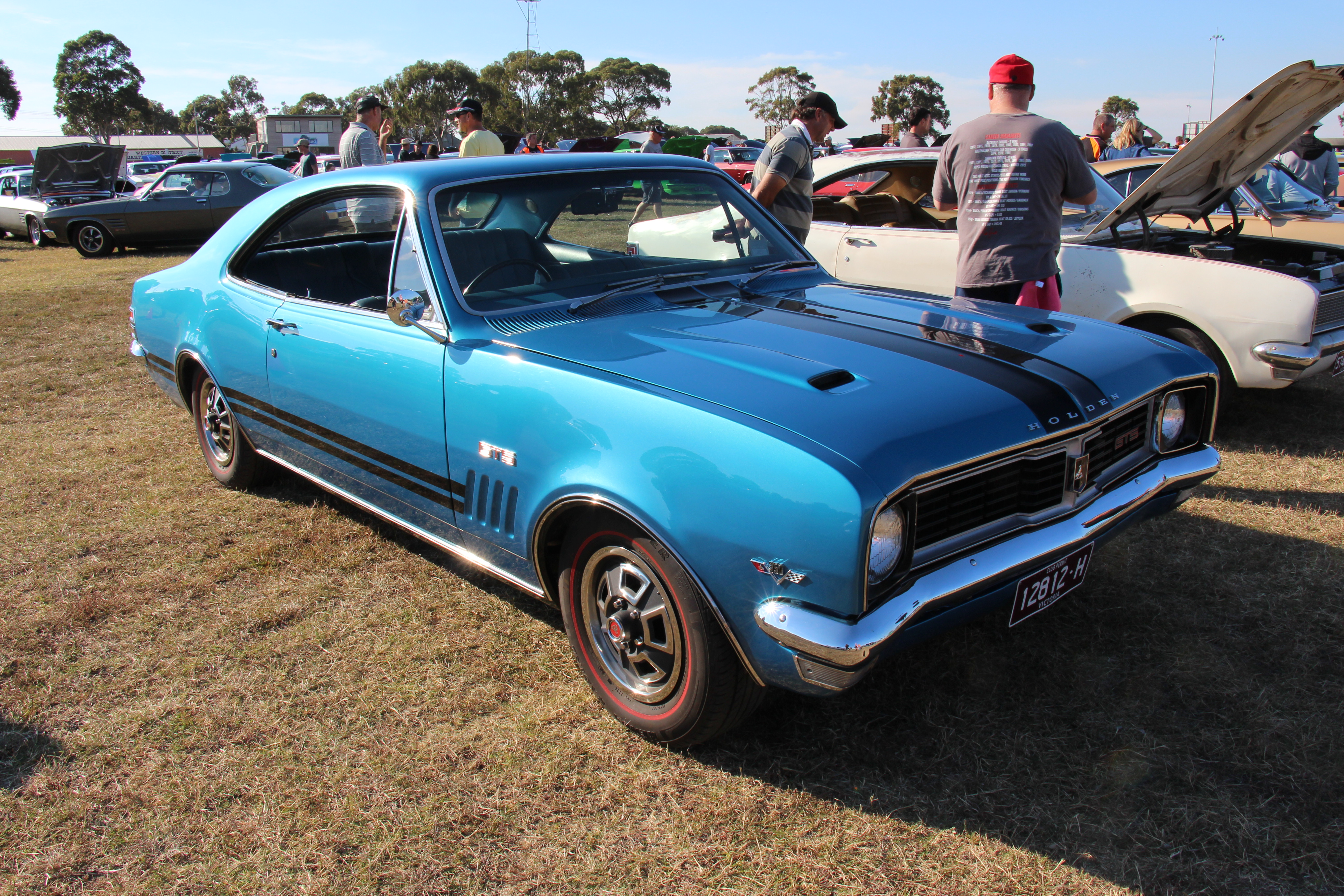
Holden Monaro GTS
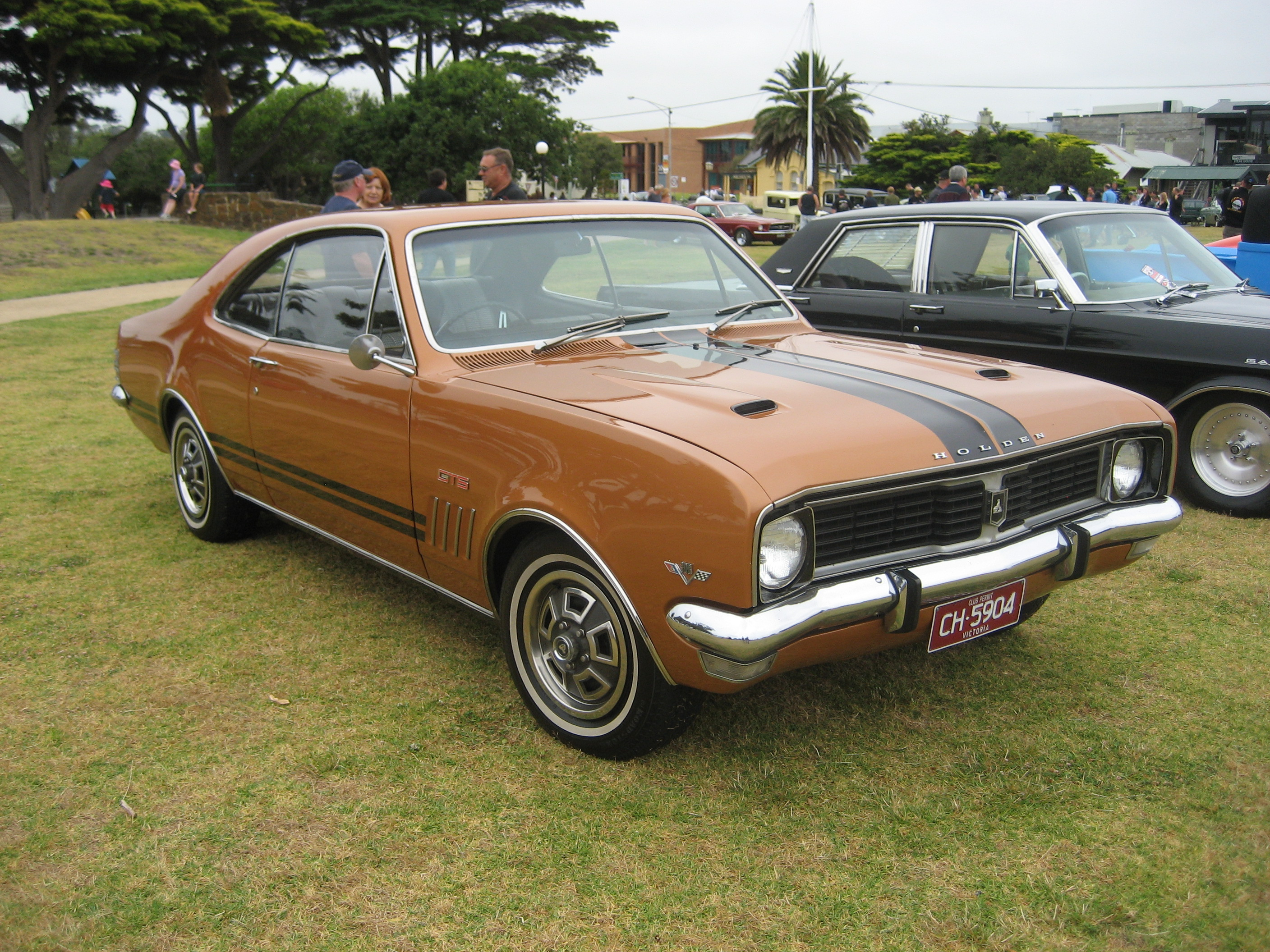
Holden Monaro GTS 350
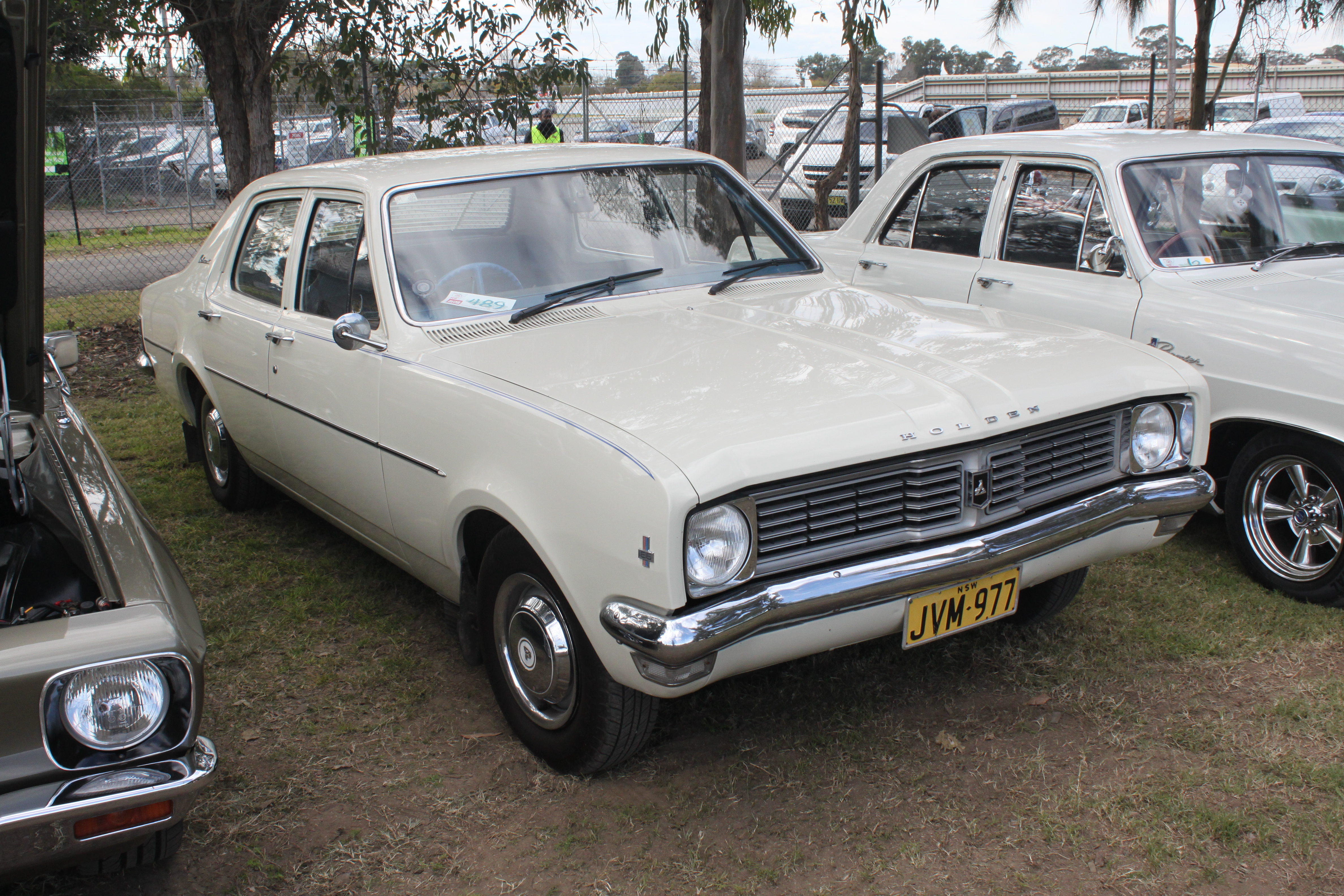
Holden Belmont (седан)
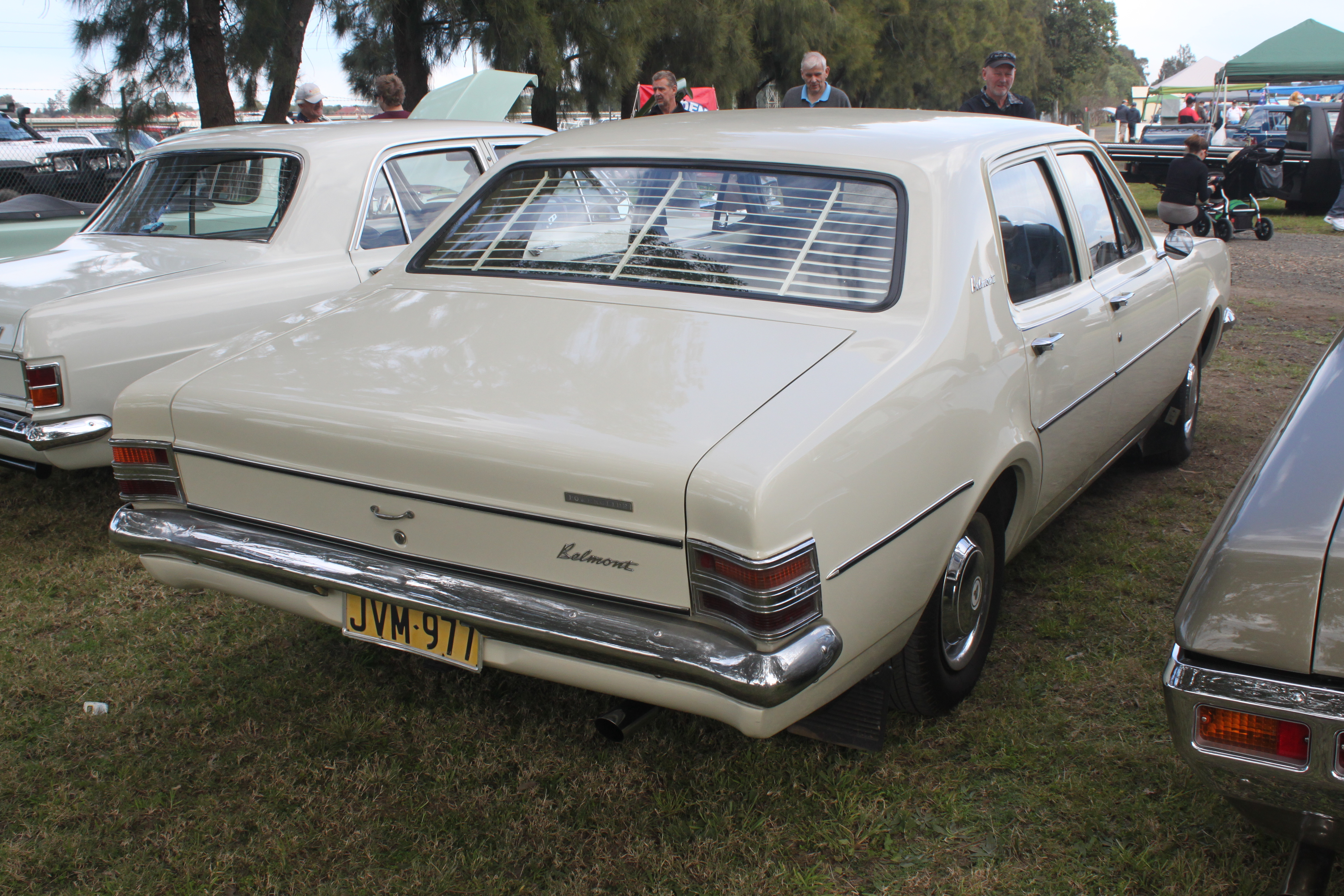
Holden Belmont (седан)
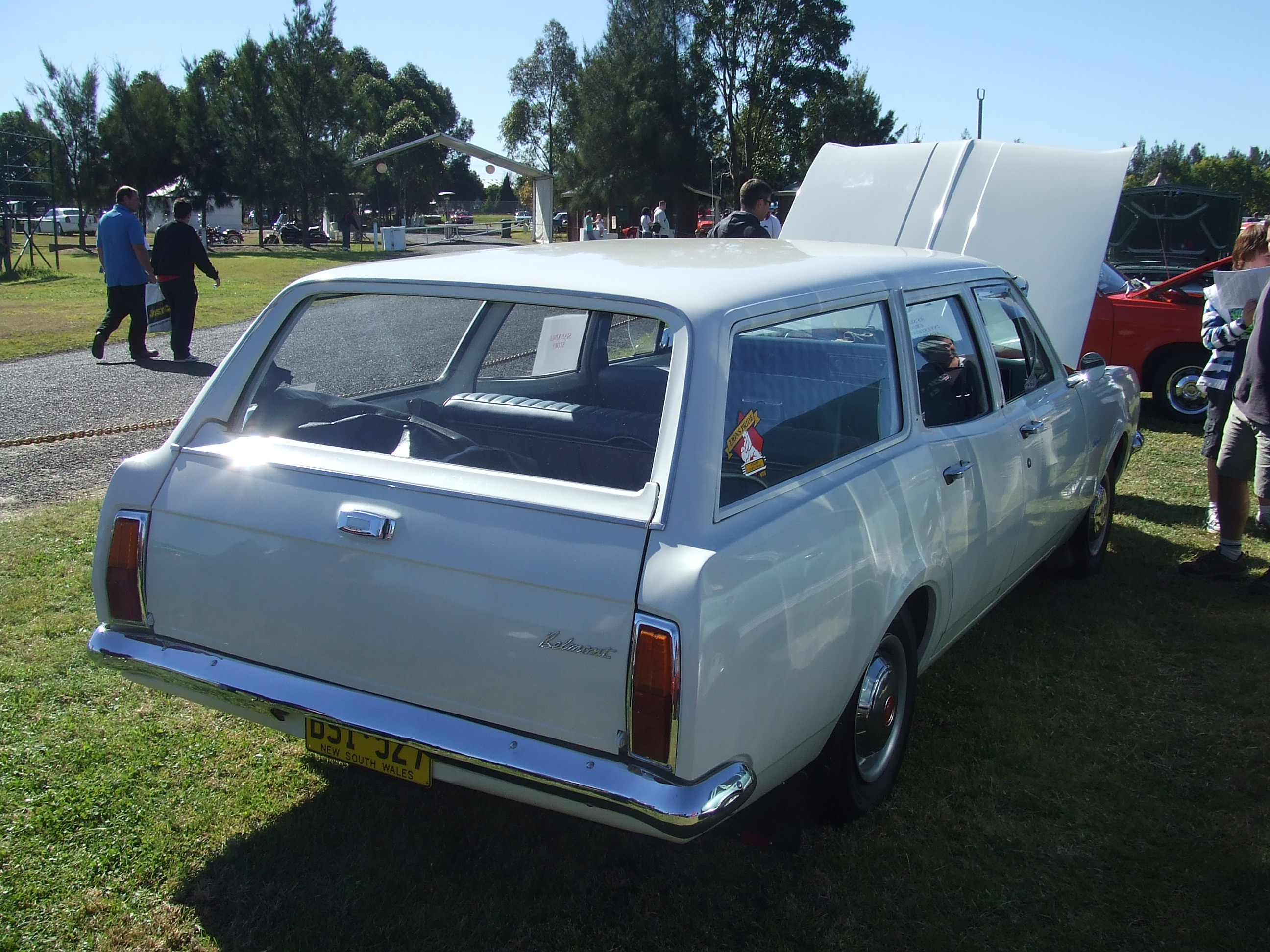
Holden Belmont (универсал)
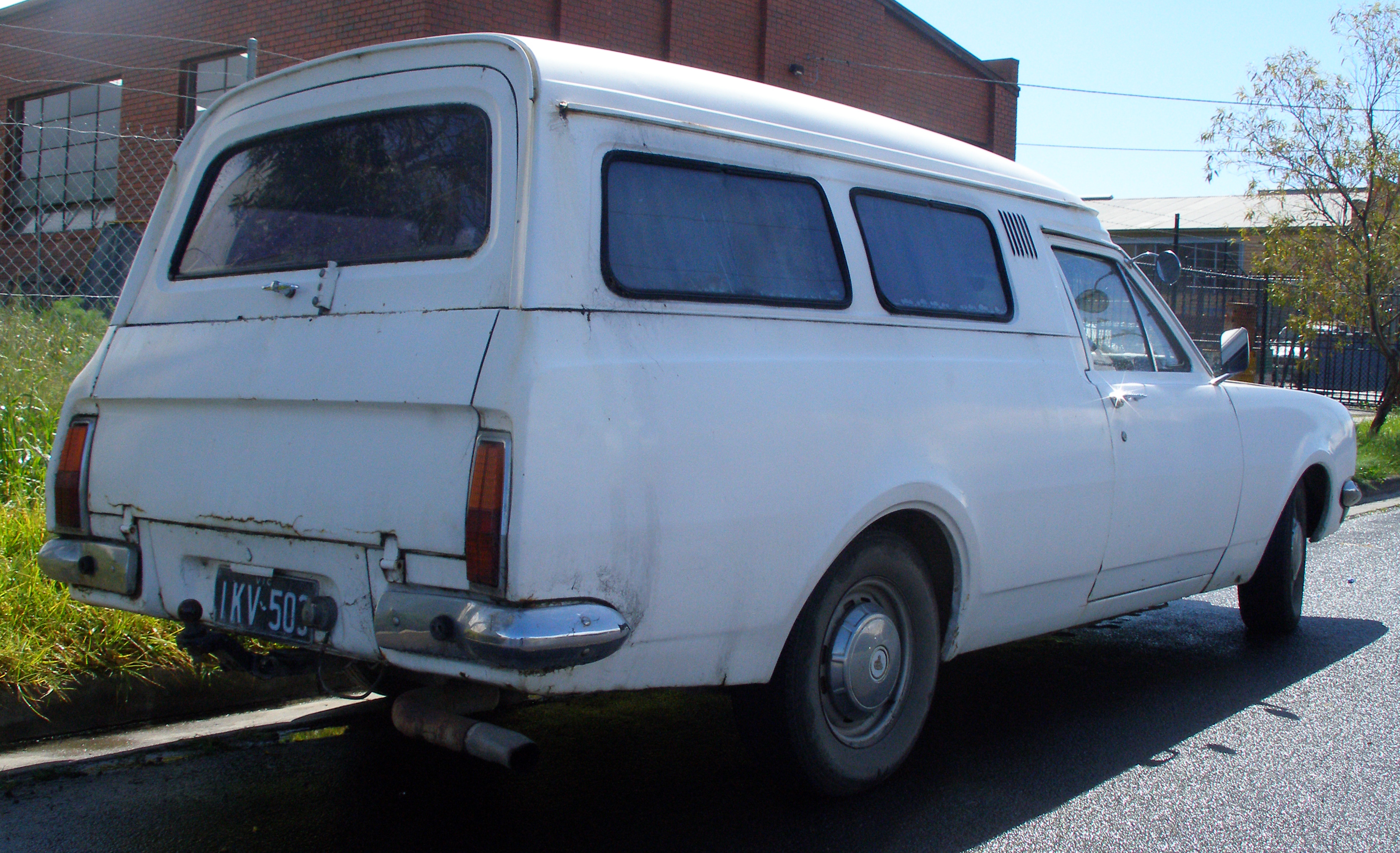
Holden Belmont (панельный фургон)

## Двигатели и трансмиссии
Автомобили Holden HT оснащались шестицилиндровыми двигателями объёмом 2,6—3,0 л, которые ранее применялись в Holden HK. Другими новшествами стали двигатели V8 объёмом 4,2—5,0 л. На экспортные рынки автомобили Holden HT поставлялись с шестицилиндровыми двигателями Red («130 HC») объёмом 2130 см3. Двигатель развивал мощность 67 кВт (90 л. с.) при 4400 об/мин и предназначался для работы на топливе с более высоким октановым числом.

## Производство
Holden HT был снят с производства в июле 1970 года. Всего было выпущено 183402 единицы.

## Chevrolet El Camino (Южная Африка)

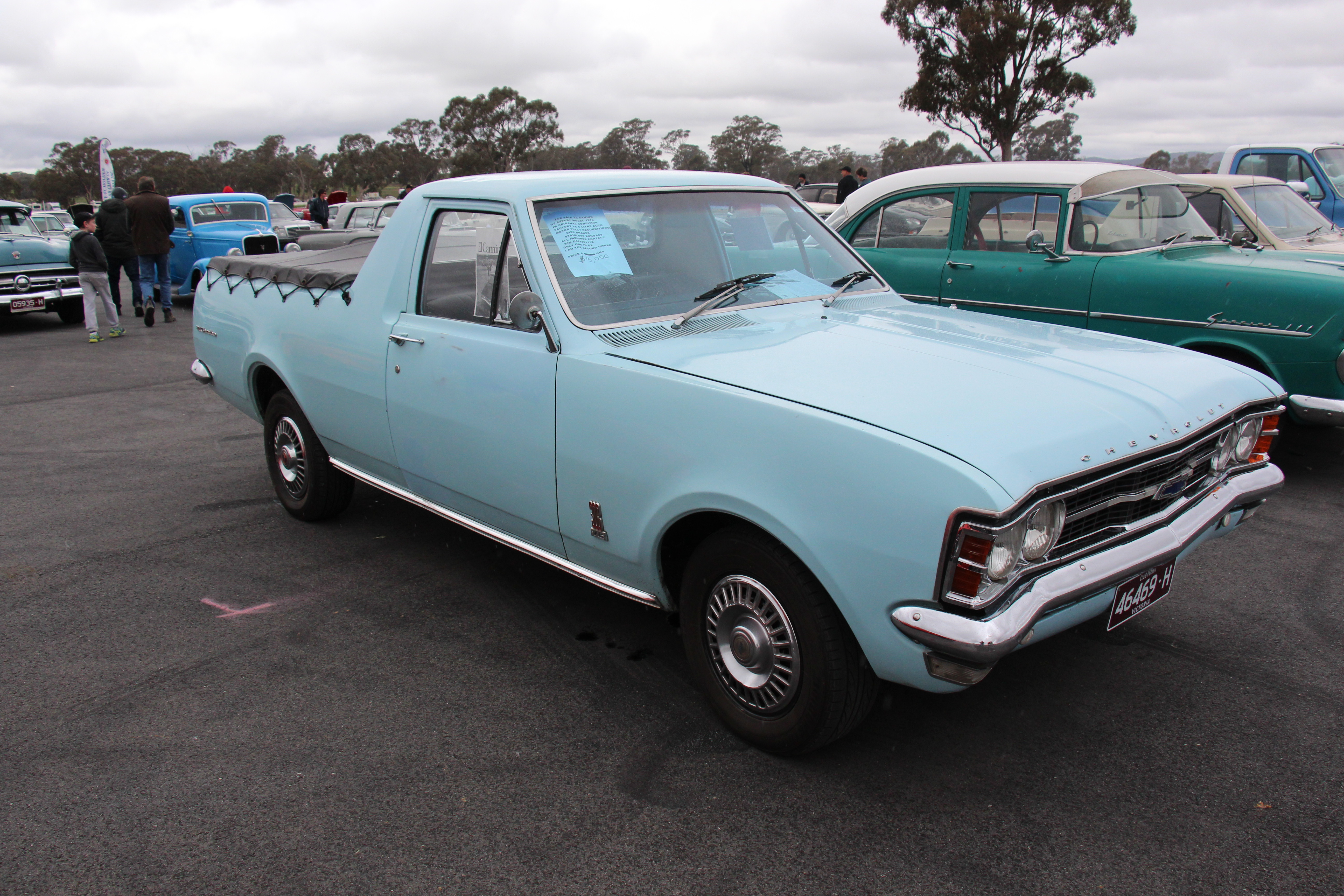
1970 Chevrolet El Camino (HT) в ЮАР

Holden HT выпускался в ЮАР под названием Chevrolet El Camino. Интерьер, передняя часть и эмблема были уникальными для южноафриканского рынка. Автомобиль Chevrolet El Camino оснащался 4,1-литровым шестицилиндровым двигателем, либо двигателем V8. Таким образом, было экспортировано менее 500 автомобилей Holden.